# Faculté des sciences de Gabès
La faculté des sciences de Gabès (arabe : كلية العلوم بقابس) ou FSG est une faculté tunisienne fondée en vertu de la loi n°88-1996 du 16 novembre 1996. Elle relève de l'Université de Gabès.
La FSG offre un cursus universitaire complet avec un encadrement disposant d'équipements pédagogiques de pointe. Ses enseignants et chercheurs placent le développement de la recherche au cœur du processus de rénovation des enseignements et de la formation des futurs universitaires.

## Diplômes

### Licences appliquées
- Physique ;
- Chimie ;
- Réseau informatique ;
- Biologie analytique et expérimentale ;
- Géologie et grands travaux ;
- Techniques de l'informatique et du multimédia ;
- Électronique, électrotechnique et automatique.

### Licences fondamentales
- Mathématiques ;
- Physique ;
- Chimie ;
- Sciences informatiques ;
- Sciences de la Terre ;
- Sciences du vivant ;
- Sciences de la vie et environnement.

### Masters professionnels
- Master professionnel en valorisation des géomatériaux ;
- Master professionnel en sécurité des systèmes et des réseaux informatiques.

### Masters de recherche
- Chimie : matériaux et environnement ;
- Physique des matériaux et des nanomatériaux ;
- Mathématiques ;
- Biologie et environnement ;
- Géologie des bassins sédimentaires.

### Diplômes de doctorat
- Physique ;
- Mathématiques ;
- Biologie ;
- Chimie.